# U.S. Highway 24
Der U.S. Highway 24 ist ein 2478 km langer in West-Ost-Richtung verlaufender Highway durch die Mitte der USA. Der Highway 24 gehört zu den ersten, im Jahre 1926 eingerichteten Fernstraßen.
Der westliche Endpunkt befindet sich an der Einmündung in die auf einer gemeinsamen Strecke verlaufende Interstate 70 und den U.S. Highway 6 bei Minturn in Colorado, 162 km westlich von Denver. Den (nord)östlichen Endpunkt bildet die Einmündung in die Interstate 75 bei Clarkston in Michigan, 68 km nordnordöstlich von Detroit.
Auf dem Abschnitt von seinem westlichen Endpunkt bis Toledo (Ohio) ist ein West-Ost-Verlauf ausgeschildert, ab Toledo ändert sich dies in Süd-Nord.

## Verlauf

### Die wichtigsten Kreuzungen und Einmündungen
- Interstate 70 bei Minturn, Colorado
- Interstate 25 in Colorado Springs, Colorado
- U.S. Highway 85 /  U.S. Highway 87 in Colorado Springs
- Interstate 70 /  U.S. Highway 40 /  U.S. Highway 287 in Limon, Colorado
- U.S. Highway 83 bei Colby, Kansas
- U.S. Highway 81 bei Glasco, Kansas
- U.S. Highway 75 bei Topeka, Kansas
- U.S. Highway 59 bei Lawrence, Kansas
- U.S. Highway 40 von Lawrence nach Kansas City, Missouri – 69 km gemeinsamer Verlauf
- U.S. Highway 73 bei Basehor, Kansas
- Interstate 435 bei Edwardsville, Kansas
- Interstate 635 bei Kansas City, Kansas
- U.S. Highway 69 in Kansas City, Kansas
- Interstate 29 /  Interstate 35 /  U.S. Highway 71 in Kansas City, Missouri
- U.S. Highway 65 von Waverly, Missouri nach Carrollton, Missouri – 18 km gemeinsamer Verlauf
- U.S. Highway 63 bei Moberly, Missouri
- U.S. Highway 36 bei Monroe City, Missouri
- U.S. Highway 61 von Palmyra, Missouri nach Taylor, Missouri – 22 km gemeinsamer Verlauf
- Interstate 72 /  Interstate 172 bei Quincy, Illinois
- U.S. Highway 67 bei Rushville, Illinois
- Interstate 74 /  Interstate 474 /  U.S. Highway 150 in Peoria, Illinois
- Interstate 39 /  U.S. Highway 51 bei El Paso, Illinois
- Interstate 55 bei Chenoa, Illinois
- Interstate 57 /  U.S. Highway 45 bei Gilman, Illinois
- U.S. Highway 52 bei Sheldon, Illinois
- U.S. Highway 41 bei Kentland, Indiana
- Interstate 65 /  U.S. Highway 231 bei Remington, Indiana
- U.S. Highway 35 bei Logansport, Indiana
- U.S. Highway 31 bei Peru, Indiana
- Interstate 69 /  U.S. Highway 33 bei Fort Wayne, Indiana
- U.S. Highway 27 bei Fort Wayne
- U.S. Highway 30 bei New Haven, Indiana
- U.S. Highway 6 bei Napoleon, Ohio
- Interstate 475 /  U.S. Highway 23 bei Maumee, Ohio
- U.S. Highway 20 in Maumee
- Interstate 80 bei Maumee
- Interstate 75 in Toledo, Ohio
- Interstate 94 bei Taylor, Michigan
- U.S. Highway 12 bei Dearborn Heights, Michigan
- Interstate 96 bei Redford, Michigan
- Interstate 75 bei Clarkston, Michigan

| Bundesstaat | Meilen | Kilometer |
| ----------- | ------ | --------- |
| Colorado    | 325    | 523       |
| Kansas      | 433    | 697       |
| Missouri    | 216    | 348       |
| Illinois    | 242    | 389       |
| Indiana     | 160    | 257       |
| Ohio        | 85     | 137       |
| Michigan    | 79     | 127       |
| Gesamt      | 1540   | 2478      |

### Colorado
Der Highway 24 beginnt in Colorado unweit des Ortes Minturn an der Einmündung des Highway 6 in die Interstate 70. Die Straße führt nach Süden und quert mit dem 3117 m hohen Tennessee Pass die kontinentale Wasserscheide. Weiter südlich führt der Highway 24 durch Leadville und biegt fünf Kilometer südlich von Buena Vista gemeinsam mit dem U.S. Highway 285 nach Nordosten ab.
Nachdem der Highway 285 die gemeinsame Strecke nach Norden verlassen hat, erreicht der Highway 24 nach mehreren Schleifen in nordöstlicher und südöstlicher Richtung die Stadt Colorado Springs. Dort trifft der Highway 24 auf die Interstate 25 sowie die U.S. Highways 85 und 87. Nachdem die Stadt von Ost nach West durchquert wurde, passiert der Highway 24 den Flughafen und verlässt den Ballungsraum Colorado Springs in nordöstlicher Richtung.
In Limon trifft die Straße auf die U.S. Highways 40 und 287 sowie erneut auf die Interstate 70, mit der der Highway 24 teils auf einer gemeinsamen Strecke und teils parallel zu ihr nach Osten führt. In Burlington kreuzt der U.S. Highway 385 und nach weiteren 18 km wird die Grenze zwischen den Bundesstaaten Colorado und Kansas erreicht.
Als im Jahre 1926 das System der nummerierten Highways eingerichtet wurde, war der Abschnitt des heutigen Highway 24 durch Colorado als U.S. Route 40S ausgewiesen worden. Er begann weiter westlich in Grand Junction und verlief auf der Strecke der heutigen Interstate 70. Ab Minturn entsprach der weitere Verlauf bis Limon dem heutigen Highway 24. Der weitere Verlauf bis zur Ostgrenze von Colorado entsprach der heutigen Streckenführung des Highway 24, war aber als U.S. Route 40N ausgewiesen. Im Jahre 1936 wurden die U.S. Route 40S westlich vom Limon und die U.S. Route 40N östlich von Limon zusammengeführt und bilden bis heute die westliche Verlängerung des Highway 24, welcher vorher in Kansas City endete. Der westliche Endpunkt des Highway 24 wurde im Jahre 1975 von Grand Junction zum heutigen Endpunkt bei Minturn verlegt.

### Kansas
Der Highway 24 kommt gemeinsam mit der Interstate 70 aus Richtung Colorado nach Kansas, bevor er westlich von Colby die gemeinsame Strecke verlässt. Östlich von Colby kreuzt der U.S. Highway 83. Danach verläuft der Highway in gerade Linie nach Osten und kreuzt in Hill City den U.S. Highway 283, in Stockton den U.S. Highway 183, bei Osborne den U.S. Highway 281, östlich von Glasco den U.S. Highway 81, bevor er bei der Kreuzung mit dem U.S. Highway 77 nördlich von Fort Riley nach Südosten abbiegt und die Stadt Manhattan (Kansas) erreicht.
Entlang des Kansas River führt der Highway 24 nach Topeka, der Hauptstadt von Kansas. Am Nordrand der Stadt kreuzt der U.S. Highway 75. Ab Lawrence führt der Highway 24 mit dem U.S. Highway 40 auf der gleichen Strecke in östlicher Richtung. Südöstlich von Basehor kreuzt der U.S. Highway 73. Der Highway 24 teilt sich nun auf: Eine südliche Route führt gemeinsam mit der Interstate 70, eine nördliche in etwa einem Kilometer Entfernung parallel bis nach Kansas City. Weiter östlich kreuzen Interstate 435 und Interstate 635, welche als Umgehungsstraßen die Metropolregion vom Durchgangsverkehr entlasten. In der Stadt trifft der Highway 24 zudem noch auf die U.S. Highways 69 und 169. Im Zentrum der Stadt wird mit der Grenze zur Schwesterstadt Kansas City (Missouri) die Grenze zwischen den Bundesstaaten Kansas und Missouri passiert.

### Missouri

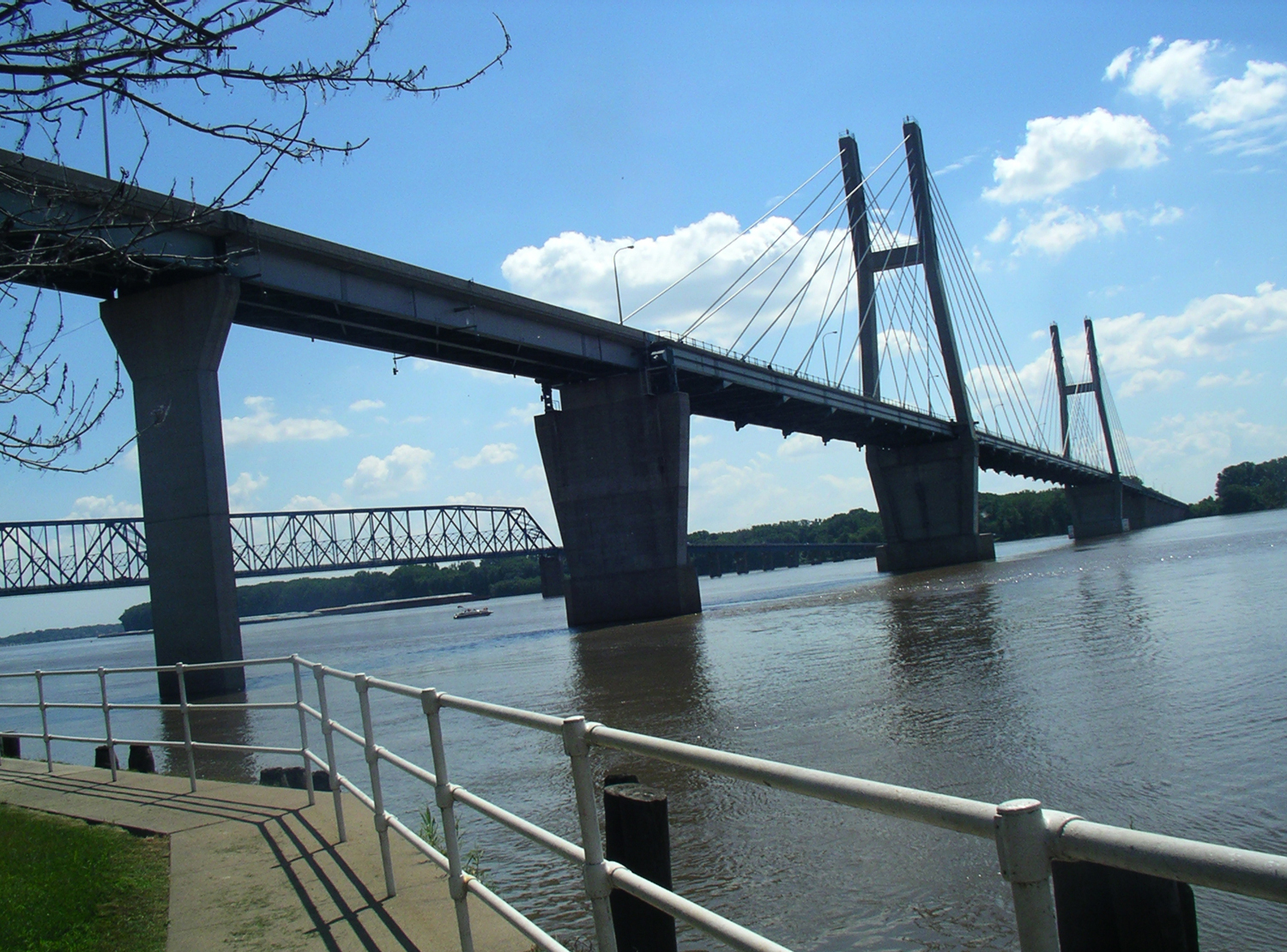
Über die Quincy Bayview Bridge und die Quincy Memorial Bridge überquert der Highway 24 den Mississippi River von West Quincy, MO nach Quincy, IL

Nach einer weiteren Kreuzung mit der Interstate 435 am östlichen Stadtrand verlässt der Highway 24 über Independence den Großraum Kansas City. Die Straße verläuft nun parallel zum wenige Kilometer entfernten Missouri River und überquert diesen gemeinsam mit dem U.S. Highway 65 bei Waverly.
Weiter östlich kreuzt bei Moberly der U.S. Highway 63. Weiter in nordöstlicher Richtung mündet bei Moberly der U.S. Highway 36 ein. Beide Highways führen nun gemeinsam nach Osten. Am Westrand von Hannibal verlässt der Highway 24 die gemeinsame Strecke und biegt nach Norden ab. Bei Palmyra vereinigt sich der Highway 24 mit dem U.S. Highway 61 und beide Highways führen gemeinsam weiter nach Norden. Dieser Abschnitt wird auch Avenue of the Saints genannt.
Bei Taylor verlässt der Highway 24 die gemeinsame Strecke in östlicher Richtung und erreicht bei West Quincy den Mississippi River, der die Grenze zwischen den Bundesstaaten Missouri und Illinois bildet.

### Illinois
Zwischen West Quincy in Missouri und Quincy in Illinois führt der Highway 24 in östlicher Richtung über die ältere Quincy Memorial Bridge und in westlicher Richtung über die Quincy Bayview Bridge. Der Highway 24 führt nun durch die Innenstadt von Quincy und verlässt die Stadt in nordöstlicher Richtung. Am Stadtrand kreuzt die Interstate 172 und die Straße führt nun weiter in ostnordöstlicher Richtung.
Am Ostrand von Rushville kreuzt der U.S. Highway 67 führt weiter nach Nordosten. Später verläuft der Highway entlang des Illinois River und erreicht die Stadt Peoria. Zwischen Quincy und Peoria folgt der heutige Highway 24 im Wesentlichen der alten Postkutschenroute.
In Peoria treffen die Interstate 74 und die Umgehungsstraße Interstate 474 sowie der U.S. Highway 150 auf den Highway 24. Weiter östlich kreuzt bei El Paso die gemeinsam mit dem U.S. Highway 51 auf einer Strecke verlaufende Interstate 74 und bei Chenoa die Interstate 55. Vor Gilman kreuzt die Interstate 57, im Zentrum des Ortes der U.S. Highway 45, bevor der Highway 24 kurz nach der Einmündung des U.S. Highway 52 die Grenze zwischen den Bundesstaaten Illinois und Indiana erreicht.

### Indiana
Nachdem der Highway 24 von Illinois kommend die Grenze nach Indiana passiert hat, gelangt man zuerst an die Kreuzung zwischen dem U.S. Highway 41 bei Kentland, bevor bei Remington die Interstate 65 und der U.S. Highway 231 quert. Weiter östlich überquert der Highway 24 nach Monticello den Tippecanoe River, bevor bei Logansport der U.S. Highway 35 gekreuzt und der Wabash River überquert wird. Bei Peru kreuzt der U.S. Highway 31 und in Huntington zweigt der U.S. Highway 224 ab, bevor in Fort Wayne die Interstate 69, die Interstate 469, der U.S. Highway 27, der U.S. Highway 30 und der U.S. Highway 33 auf den Highway 24 treffen. Nachdem der Highway 24 die Stadt durchquert hat, nähert er sich der Grenze zwischen den Bundesstaaten Indiana und Ohio.

### Ohio
Bei Antwerp kommt der Highway 24 nach Ohio. Nach der Kreuzung mit dem U.S. Highway 127 kommt die Straße nach Defiance, bevor am nördlichen Rand von Napoleon der U.S. Highway 6 gekreuzt wird. In Maumee trifft der Highway 24 auf die Interstate 80, die Interstate 90, den U.S. Highway 20 und den U.S. Highway 23.
Unmittelbar danach wird in nordöstlicher Richtung das Stadtgebiet von Toledo erreicht. Dort kreuzt der Highway 24 zweimal die Interstate 75, bevor im nördlichen Vorortbereich die Grenze zwischen Ohio und Michigan erreicht wird.

### Michigan
Der Highway 24 führt nun in etwa zwei Kilometer Abstand parallel zum Ufer des Eriesees. Über Monroe und die Kreuzung mit der Interstate 275 wird bei Woodhaven das Metro Detroit genannte Ballungsgebiet um Detroit erreicht. Die Straße trägt in Detroit den Namen Telegraph Road und führt nun gerade in nördlicher Richtung und kreuzt bei Taylor die Interstate 94 (42° 15′ 52,9″ N, 83° 16′ 13,5″ W), bevor in Dearborn Heights der U.S. Highway 12 gekreuzt wird. In diesem Bereich sind und waren innovative Verkehrsknoten aus den 1950er Jahren zu finden. Hierzu gehören das Michigan Left, die Kreuzung mit kontinuierlichem Verkehrsfluss an der Plymouth Road (42° 22′ 17″ N, 83° 16′ 32″ W) und die Doppeltrompete zur Interstate 94, die 2005 zur SPUI (Anschlussstelle) zurückgebaut wurde und ihren freien Verkehrsfluss verlor. Seither ist sie häufig überlastet.  In Redford wird die Interstate 96 überquert.
Östlich von Farmington Hills in Southfield wird die Interstate 696 (Walter P. Reuther Freeway), die nördliche Umgehungsstraße von Detroit zusammen mit dem John C. Lodge Freeway (Michigan Route 10) unterquert und mit 12 Rampen verbunden, bevor bei Bloomfield Hills die Straße nach Nordwesten abknickt. Von jetzt an führt der Highway 24 durch ein seenreiches Gebiet und erreicht seinen (nord)östlichen Endpunkt an der Einmündung in die Interstate 75 bei Clarkston.

### Trivia
Von einer Busfahrt auf der Telegraph Road wurde Mark Knopfler zu seinem gleichnamigen Lied inspiriert.